# Горе (Чад)
Горе (фр. Goré) — город и супрефектура в Чаде, расположенный на территории региона Восточный Логон. Административный центр департамента Нья-Пенде.

## Географическое положение
Город находится в южной части Чада, на правом берегу реки Восточный Логон, вблизи государственной границы с Центральноафриканской Республикой, на высоте 508 метров над уровнем моря.
Населённый пункт расположен на расстоянии приблизительно 489 километров к юго-востоку от столицы страны Нджамены.

## Население
По данным официальной переписи 2009 года численность населения Горе составляла 60 484 человека (29 789 мужчин и 30 695 женщин). Население супрефектуры по возрастному диапазону распределилось следующим образом: 51,9 % — жители младше 15 лет, 45,2 % — между 15 и 59 годами и 2,9 % — в возрасте 60 лет и старше.

## Транспорт
Ближайший аэропорт расположен в 29 километрах к западу от города, вблизи деревни Бегелькар.